# Hrišovce
Hrišovce – wieś (obec) na Słowacji położona w kraju koszyckim, w powiecie Gelnica. Pierwsze wzmianki o miejscowości pochodzą z roku 1311. 
Według danych z dnia 31 grudnia 2012, wieś zamieszkiwało 308 osób, w tym 165 kobiet i 143 mężczyzn.
W 2001 roku pod względem narodowości i przynależności etnicznej 99,69% mieszkańców stanowili Słowacy.
Ze względu na wyznawaną religię struktura mieszkańców kształtowała się w 2001 roku następująco:
- Katolicy rzymscy – 97,49%
- Grekokatolicy – 2,19%
- Nie podano – 0,31%